# Waldfeucht
Waldfeucht ist eine an der Grenze zu den Niederlanden gelegene Gemeinde im nordrhein-westfälischen Kreis Heinsberg mit rund 9200 Einwohnern (Stand 2023).

## Geografie

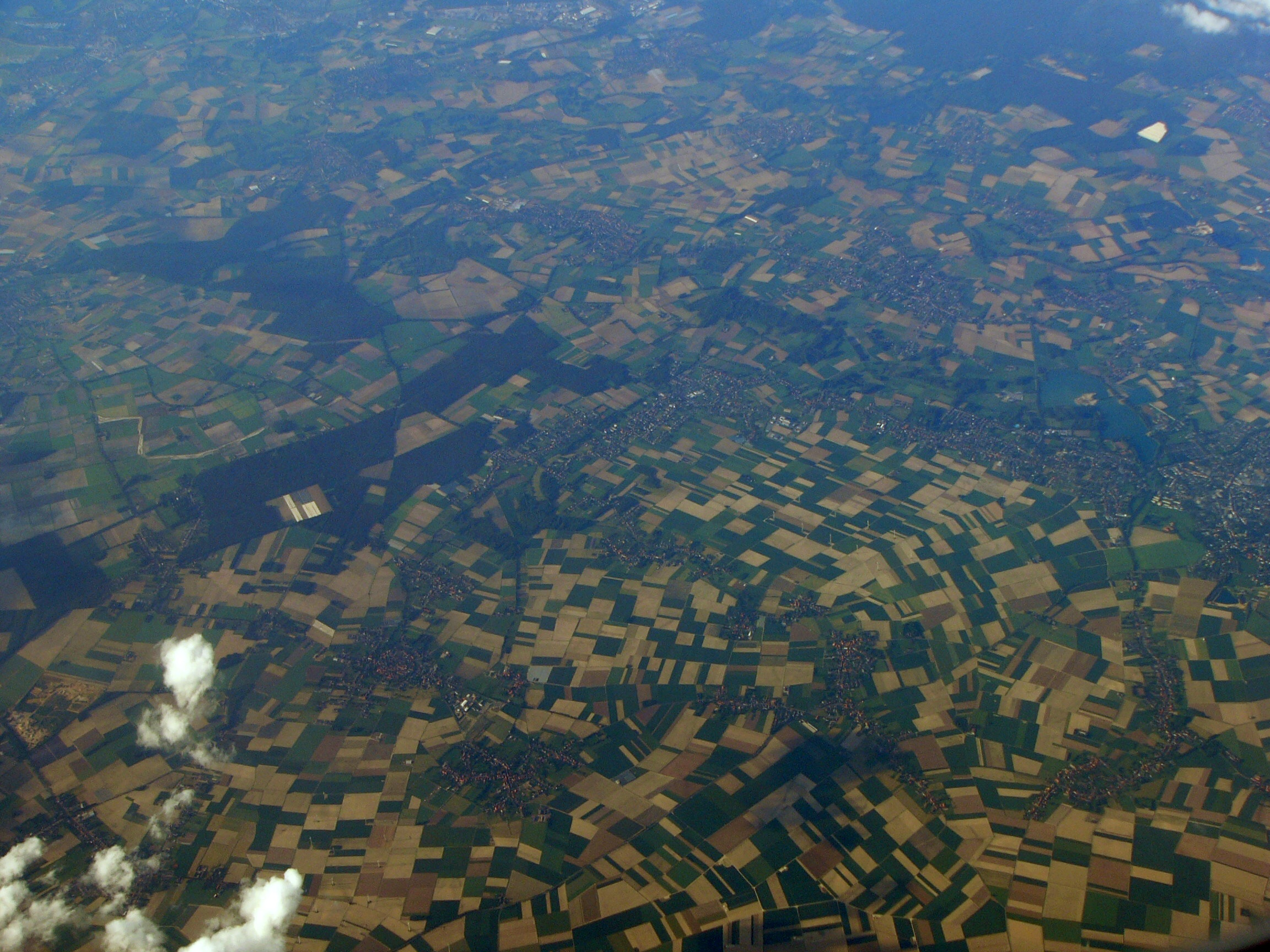
Luftbild der gesamten Gemeinde Waldfeucht

### Geografische Lage
Waldfeucht liegt westlich von Heinsberg im Naturraum Selfkant zwischen den Flüssen Wurm im Osten und der Maas im Westen.
Nach Westen hin bildet die Staatsgrenze zwischen dem Königreich der Niederlande und der Bundesrepublik Deutschland auf etwa 10 km Länge gleichzeitig die Gemeindegrenze. Der höchste Punkt der Gemeinde mit 72,7 m ü. NN befindet sich südlich des „Breuner Maares“ zwischen Bocket und Breberen, der niedrigste Punkt im Kitscher Bruch zwischen den Ortschaften Haaren und Karken an der Gemeindegrenze mit 31,7 m ü. NN.

### Ausdehnung des Gemeindegebiets
Die Ausdehnung von Norden nach Süden beträgt etwa 8,5 km, die Ausdehnung von Westen nach Osten etwa 6,0 km.

### Gemeindegliederung
Zur Gemeinde Waldfeucht gehören neben dem Kernort die Orte
| - Bocket - Braunsrath - Brüggelchen - Frilinghoven - Haaren | - Hontem - Löcken - Obspringen - Schöndorf - Selsten |

## Geschichte
Siedlungsspuren und vorgeschichtliche Begräbnisplätze belegen die Anwesenheit von Menschen im Gemeindegebiet Waldfeucht seit dem 4. Jahrtausend v. Chr. Die heutigen Ortschaften der Gemeinde sind entweder fränkische Siedlungen des 6./7. Jahrhunderts, oder sie entstanden als Rodesiedlungen im 9./10. Jahrhundert. Sie werden alle schon in Urkunden des 12. und 13. Jahrhunderts erwähnt.

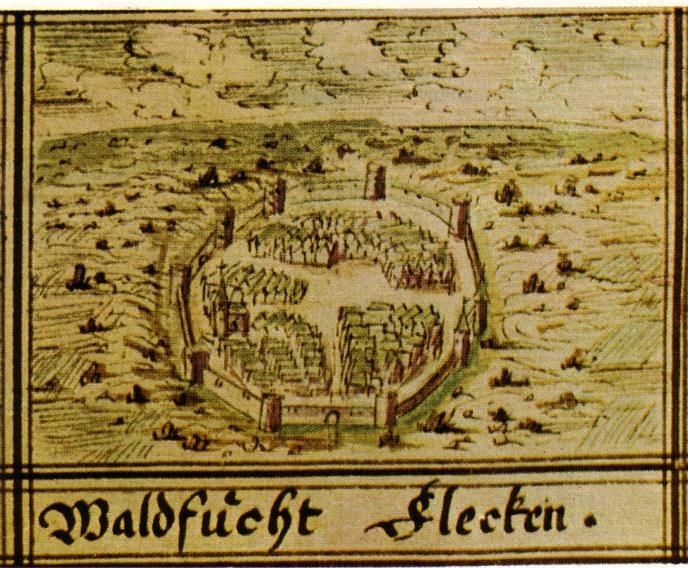
Ansicht von Waldfeucht im Codex Welser um 1720

Die Ortschaft Waldfeucht war bereits im 13. Jahrhundert der bedeutendste Ort im über die heutigen Gemeindegrenzen hinausgehenden Umland, sie führte die Bezeichnung „Stadt“ und besaß Marktrechte. Die Lage an der Römerstraße Heerlen – Xanten und an der Straße, die von Heinsberg durch das Echter Bruch ins Maasland führte, hat wesentlich zu dieser Entwicklung beigetragen und führte dazu, dass der Besitz Waldfeuchts zwischen den rivalisierenden Territorien Geldern, Burgund, Brabant und Heinsberg jahrhundertelang umstritten war. Die heute durch Heckenwege und Bauerngärten geprägten Befestigungsanlagen rund um Waldfeucht, die aus Wall, Graben und zwei im Zweiten Weltkrieg zerstörten Stadttoren bestanden, sind Zeugen dieser Zeiten.
Der Waldreichtum und die fruchtbaren Ackerböden bildeten die Grundlage für das Wirtschaftsleben der Gemeinde im Mittelalter. Schon sehr früh ließen sich Handwerks- und Handelsbetriebe in Waldfeucht nieder, von denen das Gerber- und das Braugewerbe bis in unsere Zeit betrieben wurden. Das Schlosser- und Schmiedehandwerk stand im 16. Jahrhundert in Waldfeucht in hoher Blüte. Bis ins 19. Jahrhundert hinein wurde in Waldfeucht auch die Leinen- und Samtweberei betrieben.
Durch die Grenzziehung, die der Wiener Kongress im Jahre 1815 festlegte, wurde ein in Jahrhunderten gewachsener Kultur- und Wirtschaftsraum zerschnitten. Waldfeucht kam zur preußischen Rheinprovinz und wurde Grenzort. Die heutige Gemeinde Waldfeucht wurde in Zusammenhang mit dem Aachen-Gesetz am 1. Januar 1972 aus dem damaligen Amt Waldfeucht mit den amtsangehörigen Gemeinden Braunsrath, Haaren und Waldfeucht sowie aus den Ortsteilen Haas und Haaserdriesch der ehemaligen Gemeinde Kirchhoven gebildet.

## Chronik
- ab 4000 v. Chr.: Besiedlung des Gemeindegebietes durch Bodenfunde nachgewiesen
- um 400 v. Chr.: Einwanderung der Eburonen
- 53 v. Chr.: Cäsars Legionen vernichten die Eburonen; Germanenstämme werden angesiedelt.
- bis 400 n. Chr.: Römische Verwaltung, die röm. Staatsstraße Heerlen – Xanten berührt Waldfeucht.
- um 500: Franken besiedeln den Raum Waldfeucht.
- ab 700: Irisch-schottische Mönche missionieren den Raum Waldfeucht.
- 800–900: Normanneneinfälle; Niederungsmotten werden als Flieh- und Wehranlagen angelegt.
- 1144: Brüggelchen, Frilinghoven (1147), Obspringen (1170), Braunsrath und Hontem (1202), Haaren (1217), Waldfeucht (1240), Bocket (1276), Löcken, Schöndorf und Selsten (1277) werden erstmals urkundlich erwähnt.
- 1202: Waldfeucht wird mit Burg und Wall befestigt. Nach der Chronik des Jesuiten Jacobus Kritzraed († 1672) kamen 1202 zwei Brüder, Walterus und Joannes, Ritter von Vucht aus dem Maasland bei s’Hertogenbosch, nach Waldfeucht, erhielten den Ort als Lehen und befestigten ihn.
- 1227: Waldfeucht gehört zum Hofverband Altena in den Niederlanden und besitzt das Marktrecht.
- 1324: Waldfeucht ist Sitz eines Schöffengerichtes.
- 1328: Zehn Bischöfe unterzeichnen in Avignon einen Ablassbrief für die „St.-Jans-Klus“, Haaren.
- 1370: Waldfeucht gehört zum Herzogtum Brabant, die Stadtbefestigung wird durch zwei Stadttore ergänzt und erhält ihre heute noch erkennbare Form.
- 1420: Johann II., Herr von Heinsberg, erhält Waldfeucht als erbliches Lehen.
- 1433: Die St.-Sebastianus-Schützenbruderschaft Waldfeucht gibt sich eine neue Satzung.
- 1484: Waldfeucht fällt an das Herzogtum Jülich und wird in das Jülische Amt Millen eingegliedert.
- 1480/99, 1510/42/70: Feuersbrünste in Waldfeucht
- 1500: Die durch einen Brand zerstörte Pfarrkirche St. Lambertus wird unter Verwendung karolingischer und romanischer Vorgängerbauteile als spätgotische Backsteinbasilika neu errichtet.
- 1540–1550: In Waldfeucht besteht eine reformierte Gemeinde.
- 1578: Die Schlossmacherzunft Waldfeucht wird gegründet.
- 1797: Braunsrath, Haaren und Waldfeucht bilden Mairien im Kanton Heinsberg des Departements de la Roer, Aachen.
- 1801: Waldfeucht, das bis dahin zum Bistum Lüttich gehörte, wird dem Bistum Aachen zugeschlagen.
- 1815: Waldfeucht gelangt mit dem Herzogtum Jülich zum Königreich Preußen und wird Grenzort.
- 1935: Bildung des Amtes Waldfeucht mit den Bürgermeistereien Braunsrath, Haaren, Saeffelen und Waldfeucht
- 1945: Kriegszerstörungen; die Stadttore werden gesprengt.
- 1969: Saeffelen scheidet aus dem Amt Waldfeucht aus.
- 1972: Am 1. Januar wird die Gemeinde Waldfeucht aus den Gemeinden des bisherigen Amtes Waldfeucht gebildet.[3]
- 1995: Am 26. März entfallen im entstandenen Schengen-Raum die Grenzkontrollen. Das Zollamt Waldfeucht wird aufgehoben.

### Orte
- Waldfeucht 1240: Watfuthe, 1277: Vochte, Voght, 1477: Vucht, 1513 Waltvucht; Wat = Kurzform von „Watghero/Waltghero/Waltherus“; futhe = frühe Schreibweise für Vochte/Vucht = „Feuchtigkeit“; Watfuthe/Waltvucht = „Futhe/Vucht des Watghero/Waltghero/Waltherus“ (Waltherus, ein Friedelsohn des Boudewijn von Altena, erhielt um 1200 den Ort als Lehen); Waldfeucht besaß seit dem 13. Jahrhundert ein Schöffengericht und bildete mit Bocket, Harzelt, Langbroich und Schierwaldenrath eine Bürgermeisterei. 1935 wurde Waldfeucht mit Bocket amtsangehörige Gemeinde des neugebildeten Amtes Waldfeucht.
- Bocket 1276: Bucholte = „Buchengehölz“; Pfarre Waldfeucht bis 1851, danach selbständige Pfarre
- Braunsrath 1202: Brunsdrode = „Rodung des Brun (Bruno)“; Braunsrath besaß bis 1560 ein eigenes Schöffengericht, gehörte danach zum Gericht Waldfeucht und bildete mit Hontem, Löcken, Obspringen, Selsten und Schöndorf eine Bürgermeisterei, die 1935 amtsangehörige Gemeinde des neugebildeten Amtes Waldfeucht wurde.
- Brüggelchen 1144: Brugele = „sumpfige Niederung“; Pfarre Waldfeucht
- Driesch (Haaren) 1510: Driesch = „Unbebautes Land, Weidefläche“
- Frilinghoven 1147: Vrilenhove, 1277: Vrilinchovin = „Hof eines Friling“ (Freien), evtl. auch „Hof des Frilo“; Pfarre Waldfeucht
- Haaren 1217: de Hare = „eingefriedigter, umhegter Ort (Hag)“. Andere Deutungen, beispielsweise „Anhöhe“ (hare), sind wegen der Lage der Siedlung nicht überzeugend. Pfarre Waldfeucht bis 1804, danach selbständige Pfarre; bildete mit Soperich, Neuhaaren, Driesch, Brüggelchen und Frilinghoven eine Bürgermeisterei, die 1935 amtsangehörige Gemeinde des neugebildeten Amtes Waldfeucht wurde.
- Haas (Haaren) 1570: an gen Haas = „Hase“
- Haaserdriesch (Haaren) „die Weide (Driesch) der Leute aus Haas“
- Hontem 1202: Huntheym = „Heim des Hunto“; Pfarre Braunsrath
- Löcken 1277: Lucken = „Öffnung, Lücke Lichtung (luka)“; Pfarre Braunsrath
- Obspringen 1170: Obspringen = „auf (an) den Quellen“; Pfarre Waldfeucht, 1911 eigenes Rektorat
- Schabroich (Haaren) 1550: Schaebroich = „Weidegerechtigkeit (Weidegebiet) im Bruch“
- Schöndorf 1277: Schondorp = „schön“, evtl. auch „schräg, schief“ (wegen der Hanglage des Ortes); Pfarre Braunsrath
- Selsten 1277: Selsteiden = „Ort/Stelle in der Niederung“; Pfarre Braunsrath
- Soperich (Haaren) 1343: Soperich = „Besitz/Reich des Supo“, evtl. aus Superacum = „Hof des Superus“

### Einwohnerentwicklung
Einwohner gesamt, jeweils am 31. Dezember
| - 1987: 7.736 - 1988: 7.777 - 1989: 7.877 - 1990: 7.954 - 1991: 8.281 |  |  | - 1992: 8.381 - 1993: 8.455 - 1994: 8.605 - 1995: 8.724 - 1996: 8.803 |  |  | - 1997: 8.890 - 1998: 9.068 - 1999: 9.245 - 2000: 9.331 - 2001: 9.307 |  |  | - 2002: 9.363 - 2003: 9.333 - 2004: 9.685 - 2005: 9.409 - 2006: 9.375 |  |  | - 2007: 9.343 - 2008: 9.207 - 2012: 8.734 - 2013: 8.720 - 2022: 9.164 |

## Politik

### Gemeinderat
Der Gemeinderat setzte sich nach den Kommunalwahlen von 2009, 2014 und 2020 wie folgt zusammen:
| Partei | 2020 | 2014 | 2009 |
| ------ | ---- | ---- | ---- |
| CDU    | 16   | 17   | 17   |
| SPD    | 5    | 4    | 3    |
| GRÜNE  | 5    | 4    | 5    |
| UBG1   | 3    | 3    | 5    |
| FDP    | 1    | 2    | −    |
| Gesamt | 30   | 30   | 30   |

1UBG: Unabhängige Bürgergemeinschaft Waldfeucht

### Bürgermeister und Bürgermeisterwahl
Der Ingenieur Heinz-Josef Schrammen (CDU) wurde im Jahr 2009 mit 58,9 % zum Bürgermeister gewählt und zuletzt 2020 mit 53,58 % der Stimmen im Amt bestätigt.

### Wappen, Flagge und Banner

Wappen
Banner
Hissflagge

Die amtliche Wappenbeschreibung (Blasonierung) in der Urkunde des Regierungspräsidenten Köln vom 14. März 1977, mit welcher der Gemeinde Waldfeucht die Führung des Wappens genehmigt wurde, lautet: „Über einem goldenen Schildfuß, darin ein schwarzer Forsthaken, in Rot ein bekrönter, zweigeschwänzter silberner Löwe“. Dieses Wappen geht auf ein (vermutlich in der zweiten Hälfte des 13. Jahrhunderts entstandenes) Siegel zurück, das sich auf mehreren Urkunden von 1345 bis 1355 findet. Das Siegel zeigt den zweigeschwänzten bekrönten Löwen mit der Umschrift: „Sigilum Judicis et Scabonarum Watvocht“ (Siegel des Gerichtes und der Schöffen zu Waldfeucht). Ein dreizinkiger Forsthaken unterhalb des Löwen (auch als Wolfsangel oder als Mauerhaken gedeutet) wird ab 1484 im Waldfeuchter Wappen abgebildet, als Waldfeucht zum Herzogtum Jülich kam und nun den (ungekrönten, einschwänzigen) Löwen bis 1977 im Wappen führte.
Beschreibung des Banners: „Rot-Weiß-Rot im Verhältnis 1 : 4 : 1 längsgestreift mit dem über die Mitte nach oben verschobenen Wappenschild.“
Beschreibung der Flagge: „Rot-Weiß-Rot im Verhältnis 1 : 4 : 1 längsgestreift mit dem zur Stange hin verschobenen Wappenschild.“

## Kultur und Sehenswürdigkeiten

### Bauwerke

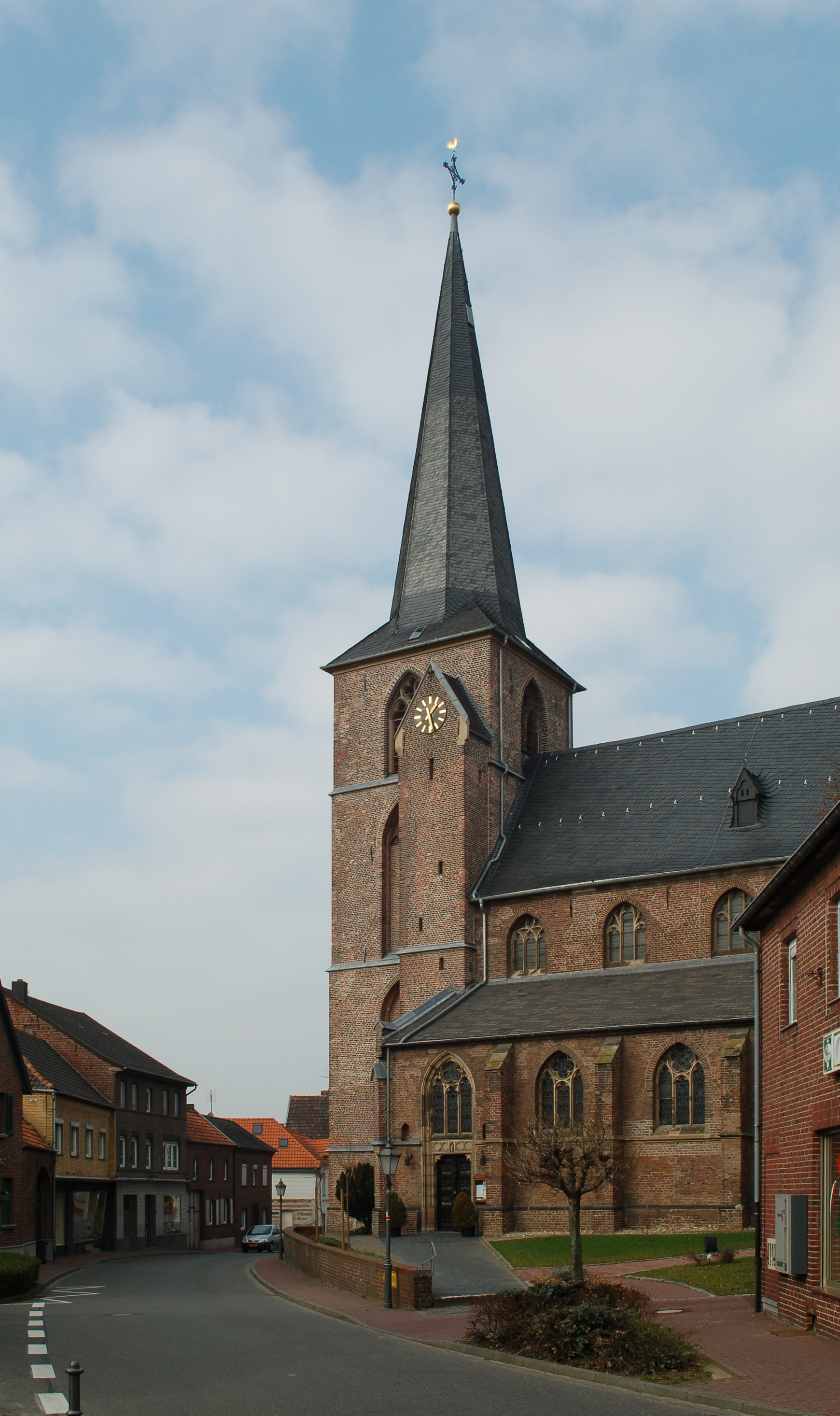
Die Kirche St. Lambertus in Waldfeucht

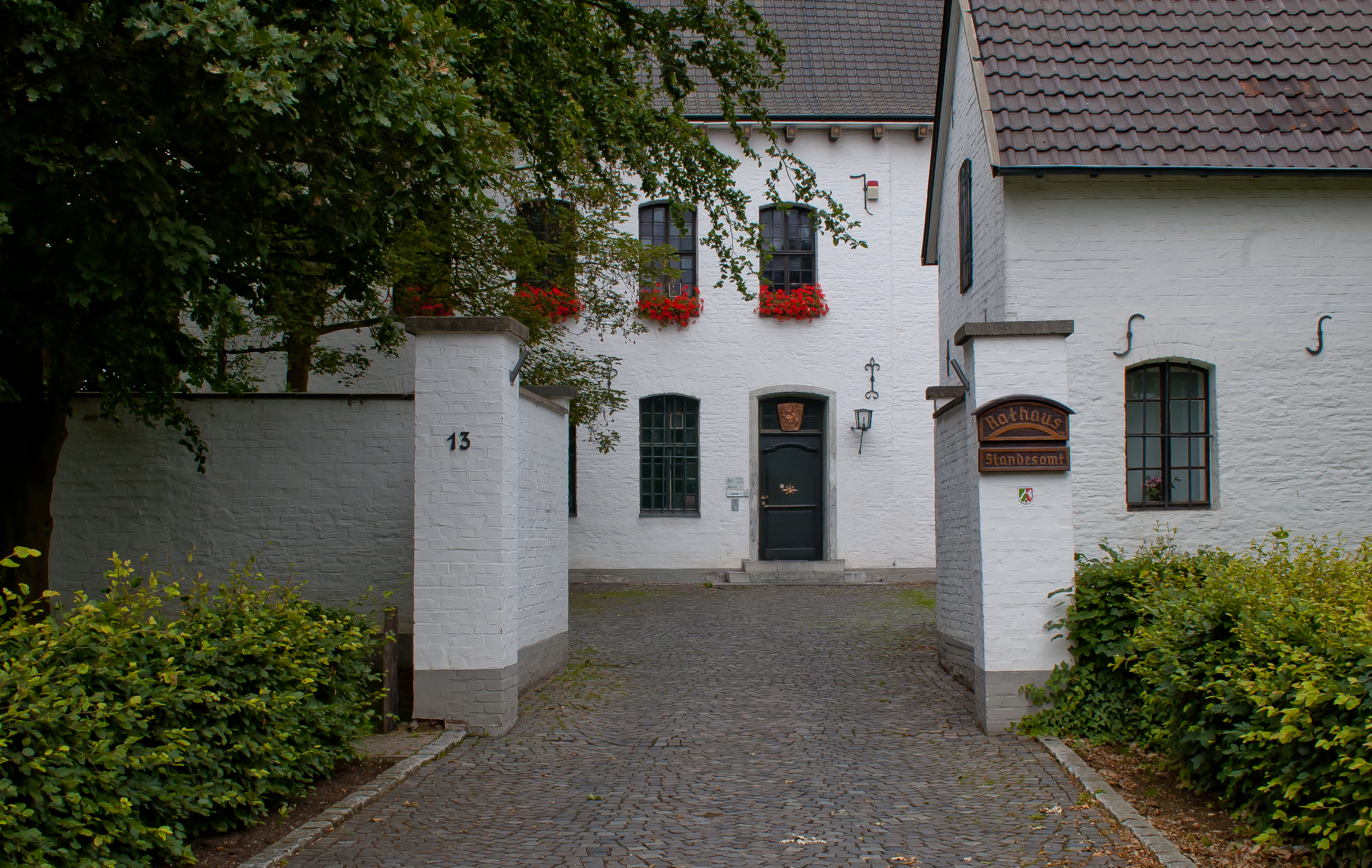
Das Schlösschen wird heute als Rathaus genutzt

- In der Gemeinde haben sich mehrere Windmühlen erhalten, von denen die Mühlen in Waldfeucht und Haaren besichtigt werden können:
  - Die Waldfeuchter Windmühle, eine Turmwindmühle (Erdholländer), wurde 1897 erbaut und gilt als die jüngste Windmühle des Rheinlandes. Eine erste Bockwindmühle – als Stadtmühle im Bereich der Stadtmauer gelegen – war bereits um 1590 erbaut worden und im 19. Jahrhundert umgestürzt. Die außerhalb der Mauer gebaute Waldfeuchter Mühle ist betriebsfähig und wird von Müllern des Mühlenverein-Selfkant zum Mahlen von Getreide genutzt und ist ein Bestandteil der Selfkant-Mühlenstraße.
  - Die Haarener Windmühle, ein Bergholländer, wurde 1842 errichtet und ist ebenfalls betriebsfähig. Auch sie wird zum Mahlen von Getreide durch den Mühlenverein genutzt. Auch sie ist Bestandteil der Selfkant-Mühlenstraße.
  - Der Turm der ehemaligen Löckener Windmühle wird zurzeit (2005) restauriert und dient zukünftig als Wohngebäude.
  - Die Bocketer Windmühle wird als Wohngebäude verwendet
- Kirchen:
  - Die Pfarrkirche St. Lambertus in Waldfeucht ist eine aus dem 15. bis 16. Jahrhundert stammende dreischiffige spätgotische Basilika. Der verhältnismäßig lange Chor mit auffälliger Achsenabweichung zum Kirchenschiff verfügt über einen aus einem Zehneck konstruierten Chorschluss.
  - Die St.-Jans-(St.-Johannes-)Klus in Haaren, eine ehemalige Taufkirche, die vermutlich im 8./9. Jahrhundert entstanden ist und 1328 als „alter Wallfahrtsort“ einen von zehn Bischöfen ausgefertigten Ablassbrief erhielt. Die Klus diente von 1804 bis 1824 als Pfarrkirche für Haaren und wurde von irischen und schottischen Mönchen gegründet. In unmittelbarer Nähe befindet sich auf niederländischem Gebiet ein römisch-fränkisches Gräberfeld.
  - St. Josef Bocket ist eine dreischiffige Basilika
- Von der Motte Bolleberg ist noch der Erdhügel im ehemaligen Sumpfgebiet, auf dem sich eine Flieh- und Wehranlage befand, gut zu erkennen. Sie wurde vermutlich im 9. Jahrhundert errichtet. Der umgebende Wassergraben ist jedoch zugeschüttet.
- Das „Schlösschen“, ein schlichter Ziegelbau von neun Achsen und zwei Geschossen, stammt aus dem 17. bis 18. Jahrhundert und dient mittlerweile als Rathaus und Sitz der Gemeindeverwaltung.

### Regelmäßige Veranstaltungen
- Oktoberfest in Haaren, jährlich am 2. Oktoberwochenende
- Weihnachtsmarkt in Waldfeucht (am 2. Adventssonntag)

## Wirtschaft und Infrastruktur
Das Speiseeis-Werk der Bon Gelati Haaren GmbH der Schwarz-Gruppe (Lidl und Kaufland) im Industrie- und Gewerbegebiet Haaren ist der größte Arbeitgeber in der Gemeinde.
Zur Infrastruktur gehört ein Sonderlandeplatz auf der Gemeindegrenze zu Heinsberg an der L228. Der Sonderlandeplatz Heinsberg-Aphoven besitzt eine Graspiste von 225 × 25 m, zwei Hallen, ein Clubheim und wird betrieben vom Ultraleicht Flugclub Heinsberg-Selfkant e.V.

## Verkehr
Zu den einzelnen Ortsteilen und Nachbarstädten bestehen Busverbindungen. Die nächstgelegenen Bahnhöfe (beide 9 km entfernt) sind der niederländische Bahnhof Echt an der Bahnhauptstrecke Eindhoven - Maastricht und der deutsche Bahnhof Heinsberg(Rheinl) an der am 15. Dezember 2013 reaktivierten Wurmtalbahn. Das Straßennetz der Gemeinde hat eine Länge von etwa 72 km, hiervon entfallen auf Gemeindestraßen 50 km, Kreisstraßen 17 km und Landstraßen 5 km. Das Wirtschaftswegenetz der Gemeinde ist insgesamt etwa 170 km lang, hiervon sind etwa 80 km ausgebaut und gleichzeitig als Radweg gewidmet und etwa 90 km (als sogenannte „grüne Wege“) nicht ausgebaut.
Die AVV-Buslinien 436, 474 und 475 der WestVerkehr verbinden Waldfeucht wochentags mit Heinsberg, Gangelt und Tüddern.
Zudem verkehrt der Multi-Bus seit dem 9. Juni 2024 kreisweit erweitert und zu einheitlichen Bedienzeiten. Mehr Informationen gibt es bei WestVerkehr.
| Linie | Verlauf |
| ----- | --- |
| 436   | Heinsberg Busbf – Selsten – (Hontem – (Waldfeucht –) Bocket –) Abzw. Nachbarheid – Breberen – Saeffelen – Heilder – Höngen (→ Stein → Havert → Schalbruch → Isenbruch → Millen → Tüddern)                                                                                                   |
| 474   | Heinsberg Busbf – (Aphoven – Laffeld –) Selsten – (Braunsrath – Löcken – Schöndorf – Obspringen – Brüggelchen) / Hontem – Waldfeucht – Bocket – Saeffelen / Abzw. Nachbarheid ← Breberen – (Harzelt ← Langbroich ←) (Kievelberg – Hastenrath) / (Brüxgen – Schümm) / Vinteln – Gangelt      |
| 475   | (Oberbruch – Unterbruch) / Heinsberg Agentur für Arbeit – Heinsberg Busbf – Lieck –Kirchhoven – Vinn – Haaren – Obspringen – Brüggelchen – Waldfeucht – Bocket – Abzw. Nachbarheid – Breberen – Saeffelen – Heilder – Höngen – (Stein – Havert – Schalbruch – Isenbruch – Millen –) Tüddern |

## Persönlichkeiten
- Johannes von den Driesch (1562–1616), Professor für Kirchen- und Zivilrecht an der Universität Würzburg, wurde in Waldfeucht geboren.
- Dirk Gottfriedt (* 1944), Bildhauer

## Sonstiges
- Im Jahr 1989 zeichnete man Waldfeucht mit einer Goldmedaille im Bundeswettbewerb „Unser Dorf soll schöner werden“ aus.
- Im Jahr 2009 wurde Waldfeucht im Landeswettbewerb Unser Dorf hat Zukunft mit einer Goldmedaille ausgezeichnet.
- Im Jahr 2010 wurde Waldfeucht im Bundeswettbewerb Unser Dorf hat Zukunft mit einer Silbermedaille ausgezeichnet.

## Bildergalerie

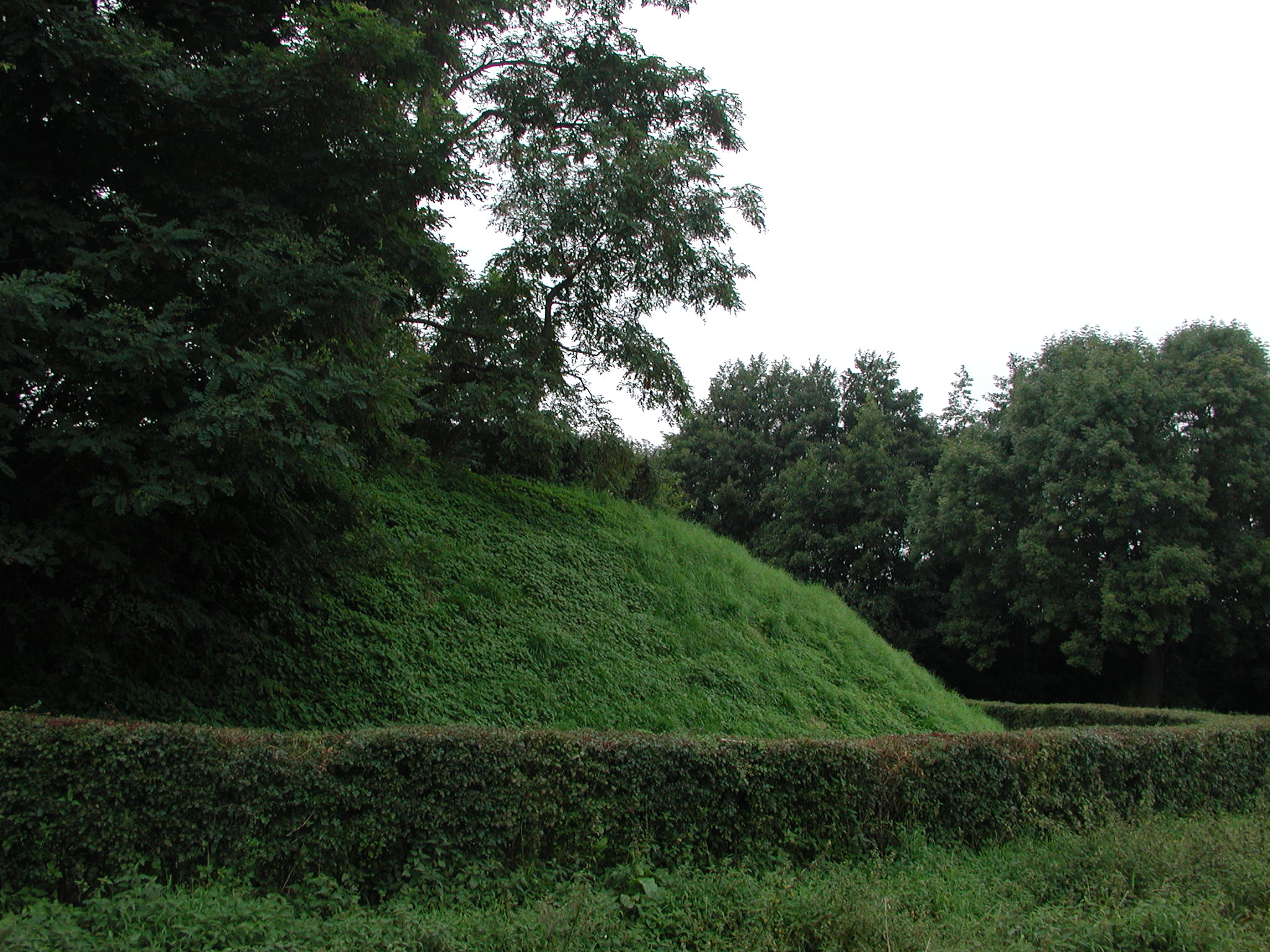
Motte Bolleberg, ehemalige Flieh- und Wehranlage
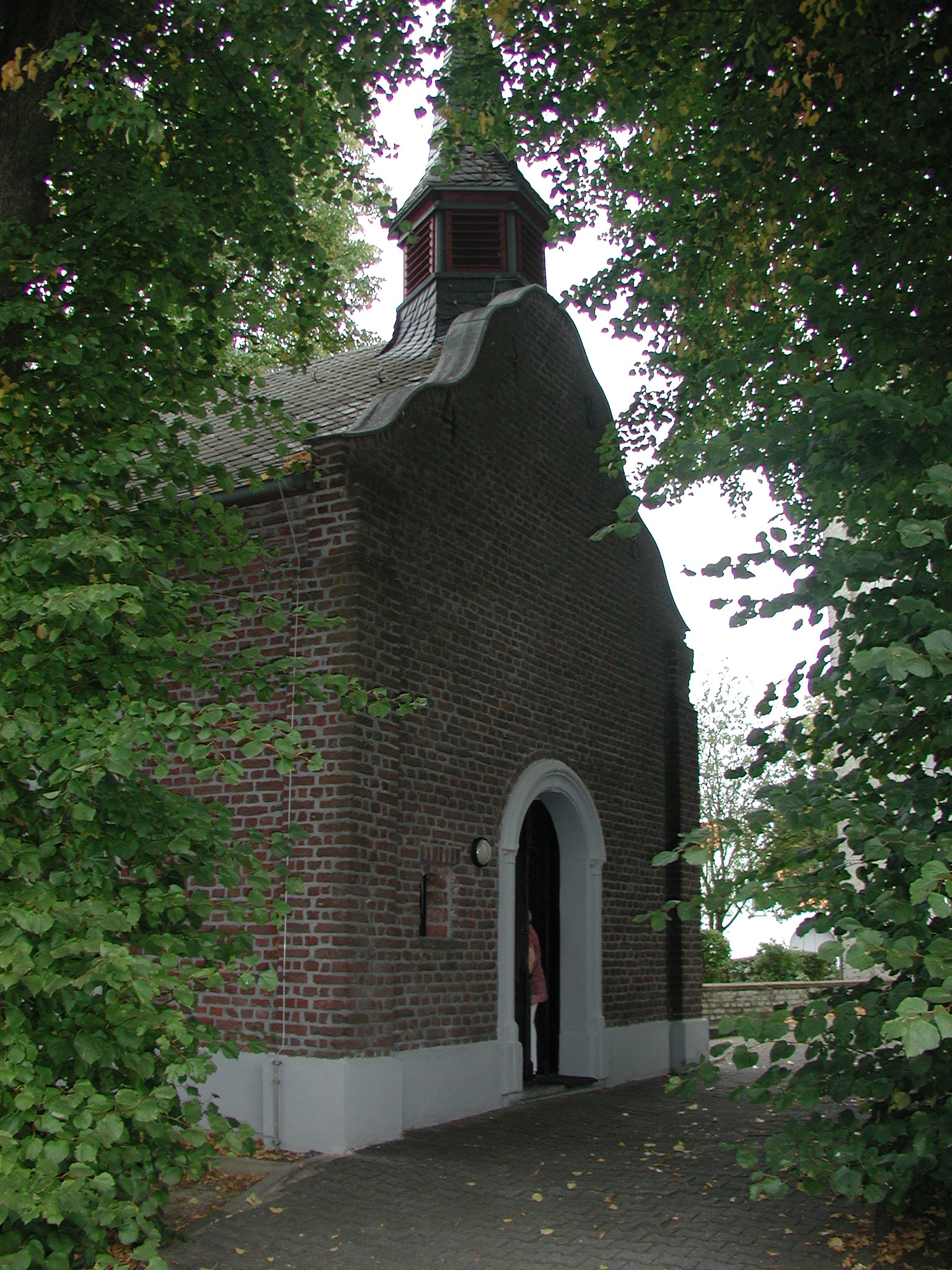
Marienkapelle Brüggelchen, Eingang
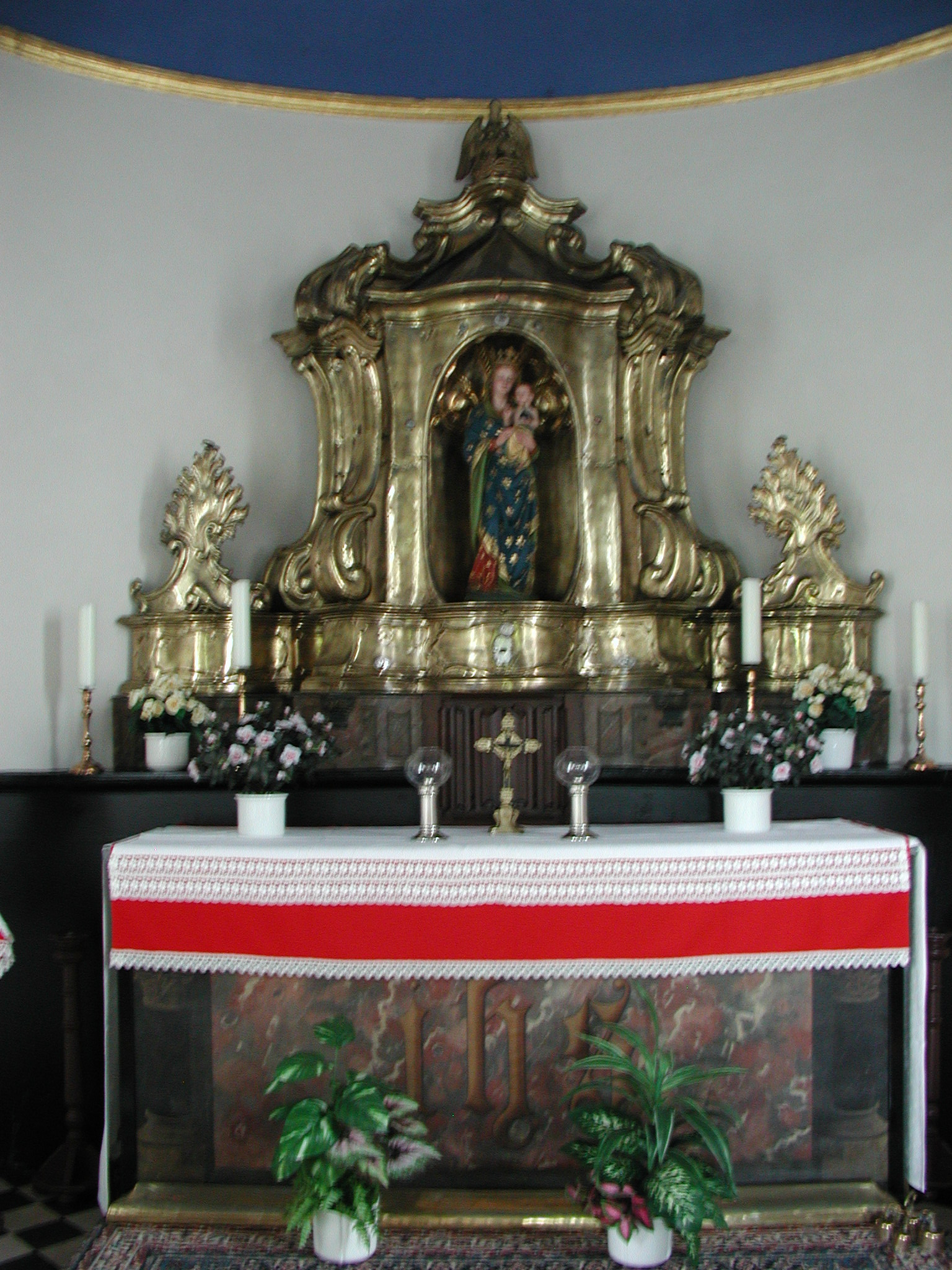
Marienaltar der Marienkapelle Brüggelchen
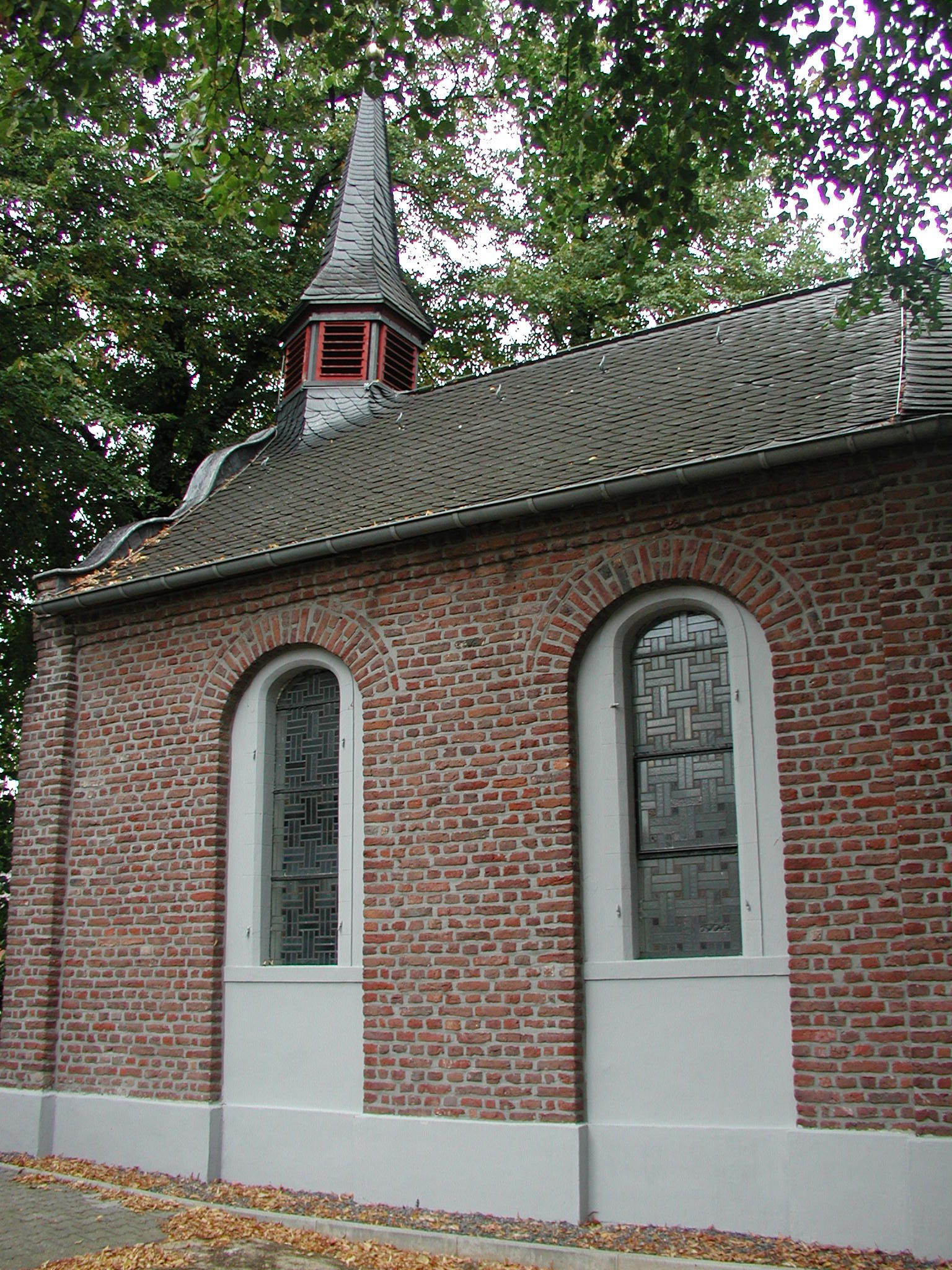
Marienkapelle Brüggelchen, Seitenansicht
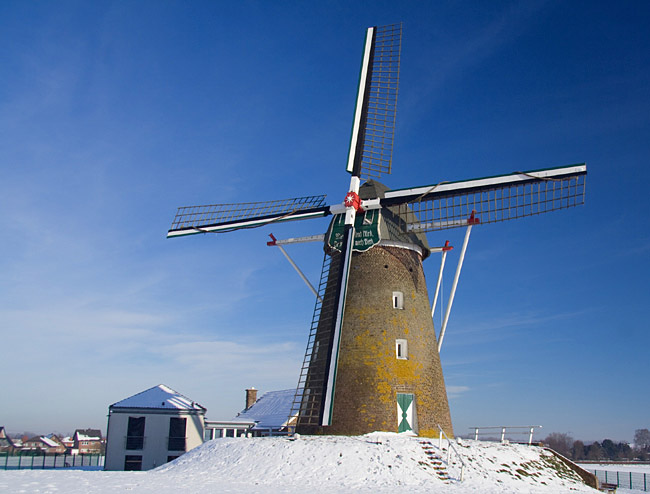
Bergholländer Waldfeucht-Haaren
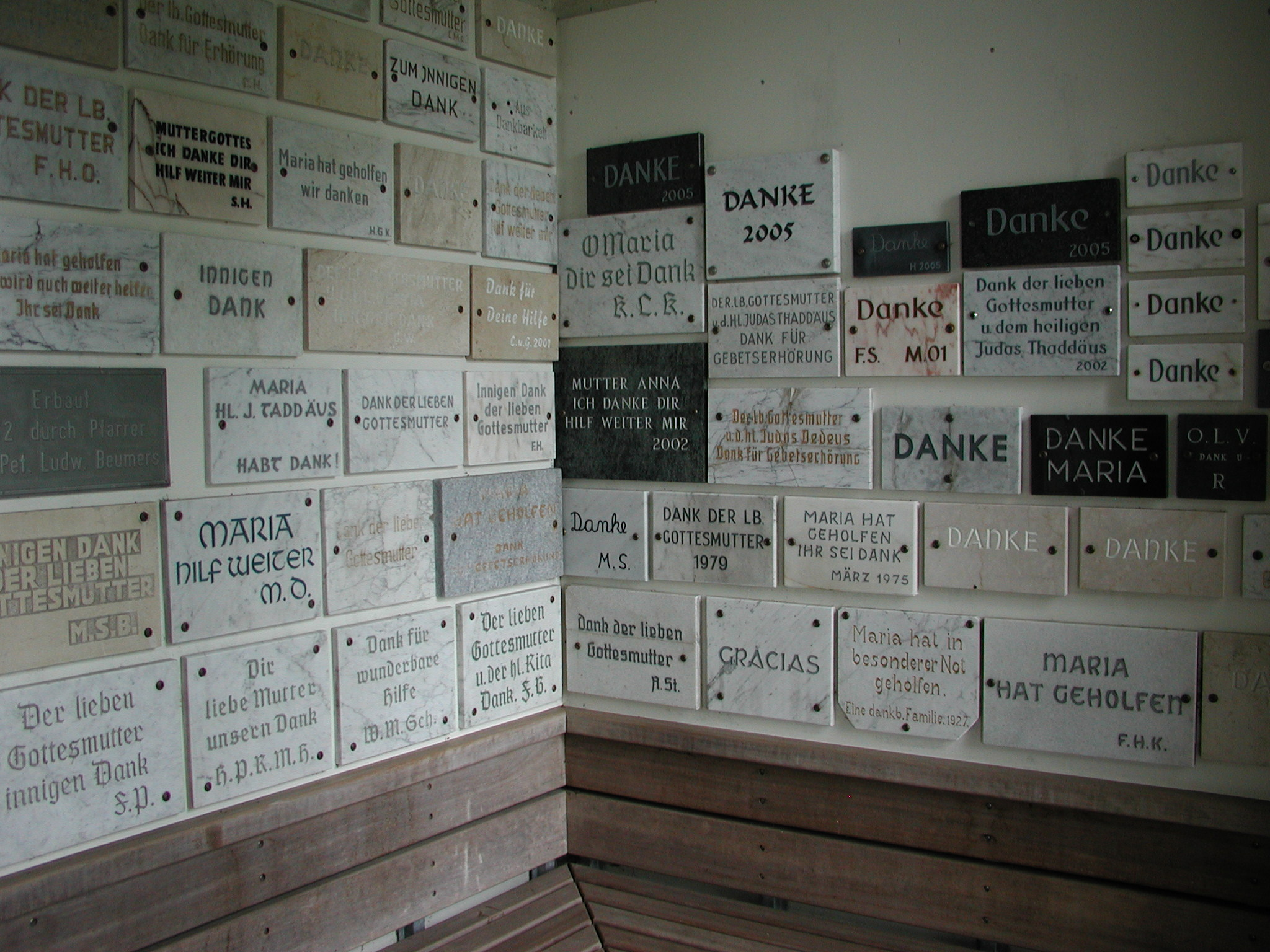
Danktafeln an der Feldkapelle Waldfeucht
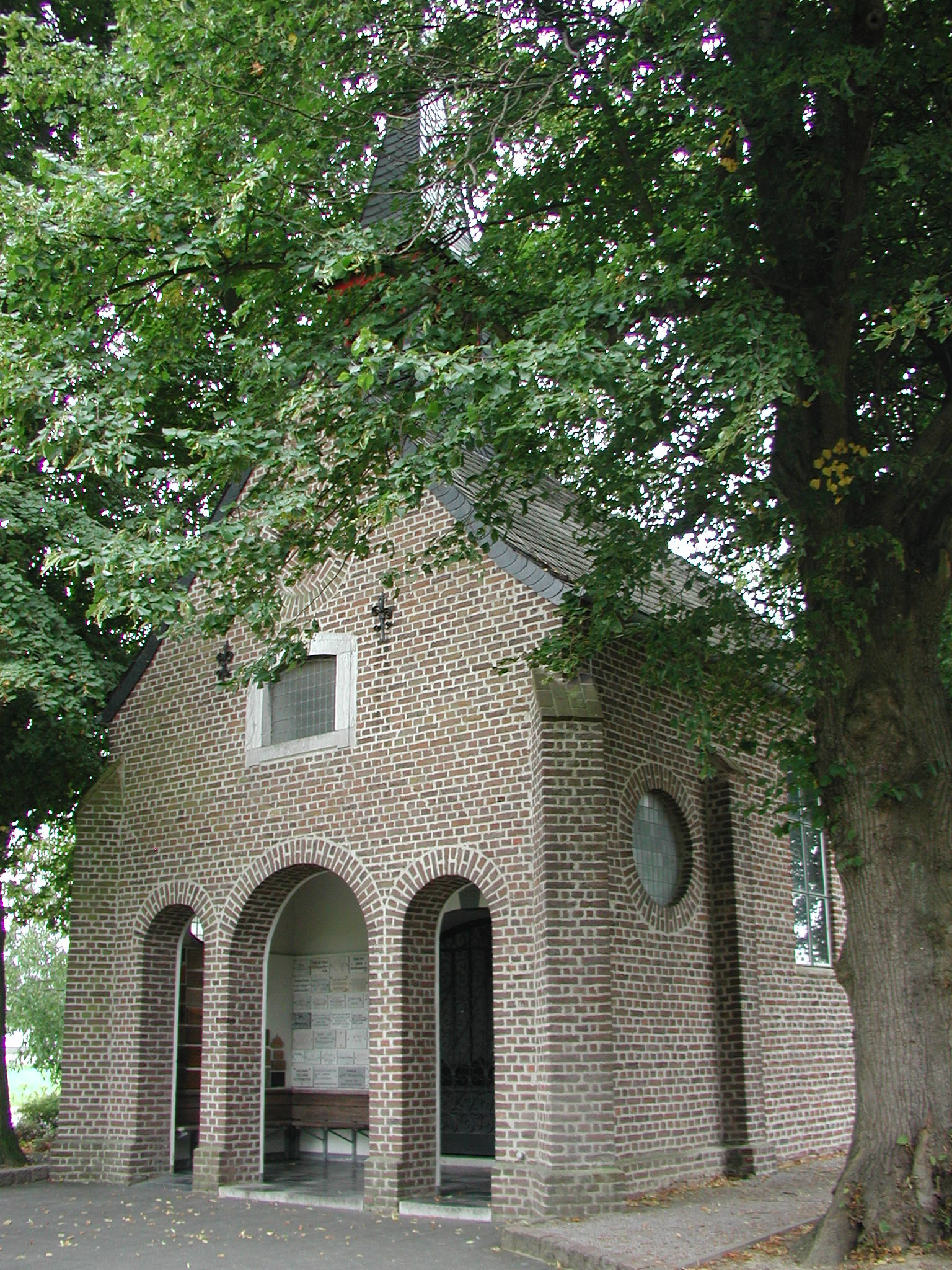
Feldkapelle Waldfeucht
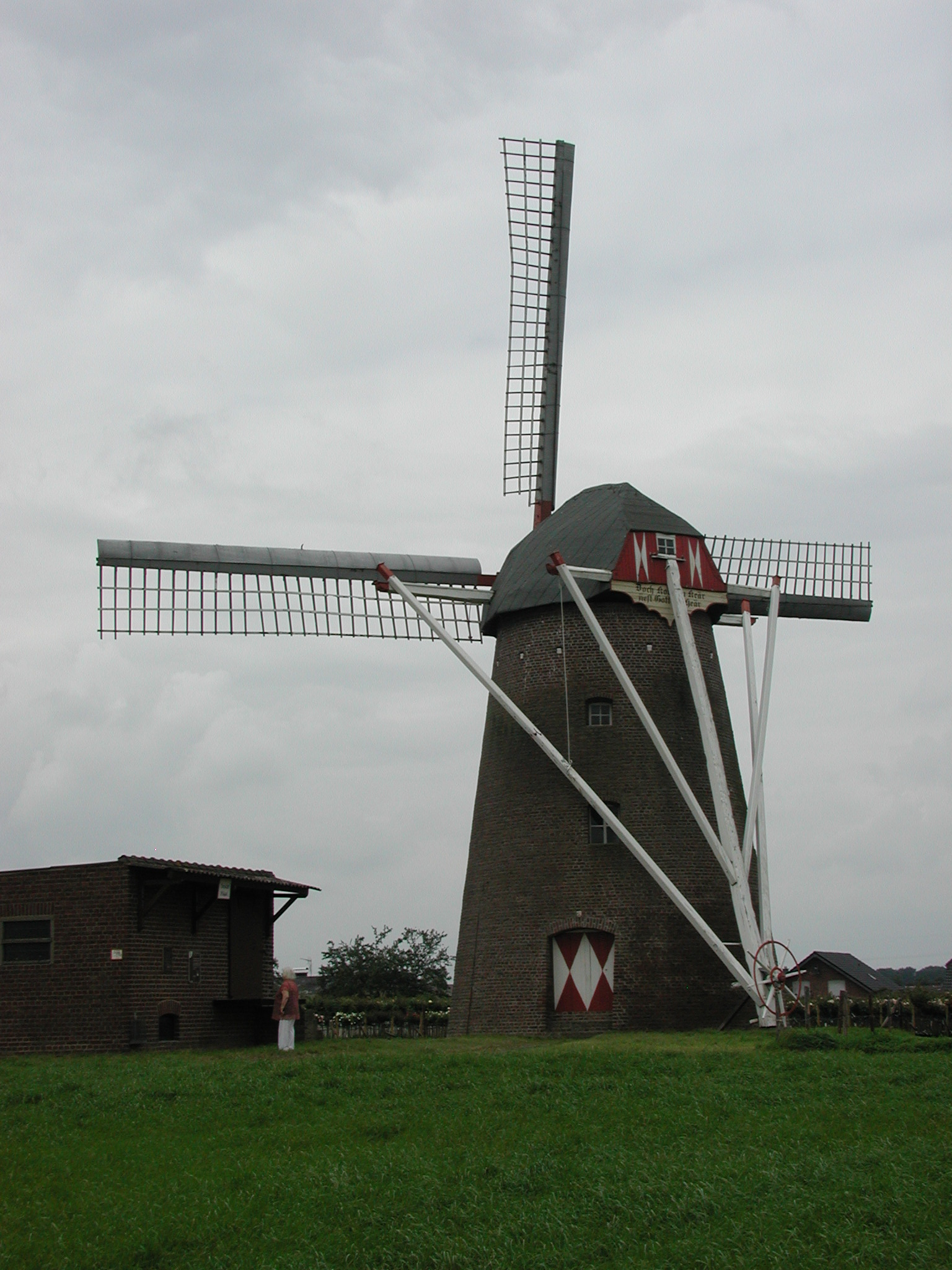
Windmühle Waldfeucht, ein Erdholländer
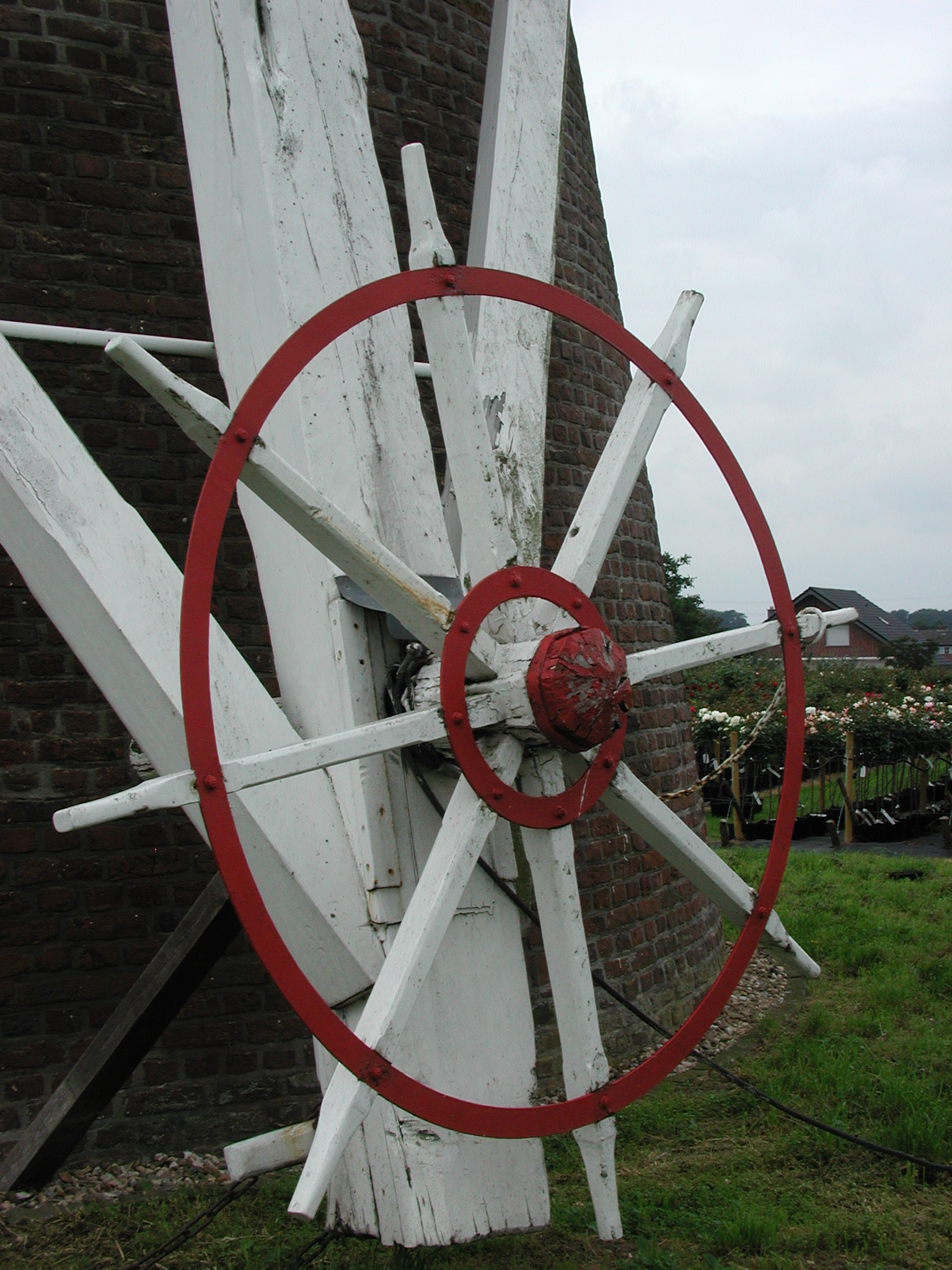
Windmühle Waldfeucht, die Flügelnachführung (ndl. Kruiwerk)
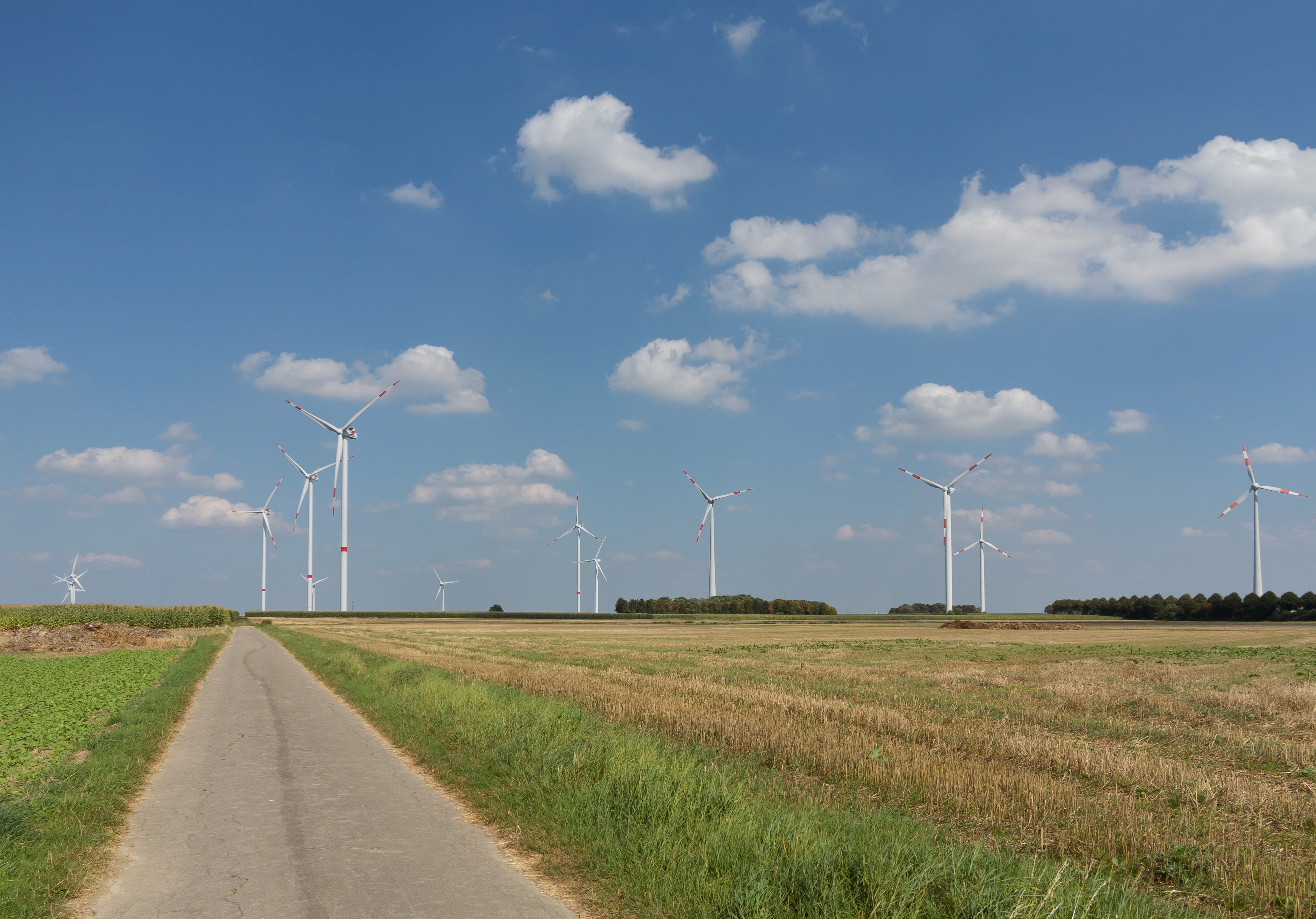
Windpark südwestlich des Ortes